# Kairana
Kairana è una suddivisione dell'India, classificata come municipal board, di 73.046 abitanti, situata nel distretto di Muzaffarnagar, nello stato federato dell'Uttar Pradesh. In base al numero di abitanti la città rientra nella classe II (da 50.000 a 99.999 persone).

## Geografia fisica
La città è situata a 29° 23' 60 N e 77° 12' 0 E e ha un'altitudine di 241 m s.l.m..

## Società

### Evoluzione demografica
Al censimento del 2001 la popolazione di Kairana assommava a 73.046 persone, delle quali 38.849 maschi e 34.197 femmine. I bambini di età inferiore o uguale ai sei anni assommavano a 15.824, dei quali 8.463 maschi e 7.361 femmine. Infine, coloro che erano in grado di saper almeno leggere e scrivere erano 21.539, dei quali 14.155 maschi e 7.384 femmine.